# Terry Dion
Terry Mark Dion (Shelton, 22 novembre 1957) è un ex giocatore di football americano statunitense che ha militato nel ruolo di defensive end nella National Football League (NFL).

## Carriera
Dion fu scelto dai Seattle Seahawks nel corso del quarto giro (97º assoluto) del Draft NFL 1980. Con essi disputò l'unica stagione professionistica scendendo in campo in 9 partite, 2 delle quali come titolare.